# Brahmina yunnana
Brahmina yunnana är en skalbaggsart som beskrevs av Moser 1915. Brahmina yunnana ingår i släktet Brahmina och familjen Melolonthidae. Inga underarter finns listade.